# Wiedomys pyrrhorhinos
Wiedomys pyrrhorhinos és una espècie de mamífer rosegador de la família dels cricètids. És endèmic del sud-est del Brasil. S'alimenta de llavors i insectes. Els seus hàbitats naturals són els boscos i matollars caducifolis secs de cerrado i caatinga. És una espècie en risc mínim, és a dir, no sembla que hi hagi cap amenaça significativa per a la seva supervivència. El seu nom específic, pyrrhorhinos, significa ‘nas vermell’ en llatí.